# Staphylea yuanjiangensis
Staphylea yuanjiangensis là một loài thực vật có hoa trong họ Staphyleaceae. Loài này được K.M. Feng & T.Z. Hsu miêu tả khoa học đầu tiên năm 1984.